# 愛は無敵〜二十歳の夜の誓い〜
「愛は無敵 〜二十歳の夜の誓い〜」（あいはむてき はたちのよるのちかい）は、シェキドルのメジャーデビューシングル。2001年12月5日発売。

## 概要
インディーズ時代を含めると通算4枚目のシングル。
メンバーの大木衣吹が脱退し、荒井紗紀が加入した新たな3人体制でのリリースとなった。

## 収録曲
全作曲：新堂敦士
1. 愛は無敵 〜二十歳の夜の誓い〜
作詞：つんく　編曲：高橋諭一
2. がんばっちゃうもんねぇーッ!
作詞：新堂敦士　編曲：SHO-1
3. 愛は無敵 〜二十歳の夜の誓い〜 (Instrumental)